# Al-Layth
 (mai 2025).
La mise en forme du texte ne suit pas les recommandations de Wikipédia : il faut le « wikifier ».
Les points d'amélioration suivants sont les cas les plus fréquents :
- Les titres sont pré-formatés par le logiciel. Ils ne sont ni en capitales, ni en gras.
- Le texte ne doit pas être écrit en capitales (les noms de famille non plus), ni en gras, ni en italique, ni en « petit »…
- Le gras n'est utilisé que pour surligner le titre de l'article dans l'introduction, une seule fois.
- L'italique est rarement utilisé : mots en langue étrangère, titres d'œuvres, noms de bateaux, etc.
- Les citations ne sont pas en italique mais en corps de texte normal. Elles sont entourées par des guillemets français : « et ».
- Les listes à puces sont à éviter, des paragraphes rédigés étant largement préférés. Les tableaux sont à réserver à la présentation de données structurées (résultats, etc.).
- Les appels de note de bas de page (petits chiffres en exposant, introduits par l'outil «  Source ») sont à placer entre la fin de phrase et le point final[comme ça].
- Les liens internes (vers d'autres articles de Wikipédia) sont à choisir avec parcimonie. Créez des liens vers des articles approfondissant le sujet. Les termes génériques sans rapport avec le sujet sont à éviter, ainsi que les répétitions de liens vers un même terme.
- Les liens externes sont à placer uniquement dans une section « Liens externes », à la fin de l'article. Ces liens sont à choisir avec parcimonie suivant les règles définies. Si un lien sert de source à l'article, son insertion dans le texte est à faire par les notes de bas de page.
- La présentation des références doit suivre les conventions bibliographiques. Il est recommandé d'utiliser les modèles {{Ouvrage}}, {{Chapitre}}, {{Article}}, {{Lien web}} et/ou {{Bibliographie}}. Le mode d'édition visuel peut mettre en forme automatiquement les références.
- Insérer une infobox (cadre d'informations à droite) n'est pas obligatoire pour parachever la mise en page.

Pour une aide détaillée, merci de consulter Aide:Wikification.
Si vous pensez que ces points ont été résolus, vous pouvez retirer ce bandeau et améliorer la mise en forme d'un autre article.
Layth ben `Alî était émir de l'émirat saffaride de 909 à 910. Il était le fils d'Ali ibn al-Layth et le neveu des deux premiers dirigeants saffarides, Ya'qub ibn al-Layth et Amr ibn al-Layth.

## Biographie
En 890, al-Layth et son frère al-Mu'addal aidèrent leur père 'Ali à s'échapper de la prison de son oncle, l'émir saffaride Amr ibn al-Layth. Tous trois s'enfuirent au Khorassan, où ils entrèrent au service du principal anti-saffaride de la région, Rafi' b. Harthama. 'Ali mourut en 893, et les frères continuèrent à servir Rafi'. Après la défaite et la mort de Rafi' en 896, ils furent capturés par 'Amr, qui les traita cependant bien.
Après la capture d'Amr par les Samanides en 900, le commandant d'esclaves (ghulam) Sebük-eri commença à nouer des liens avec al-Layth, qui s'était caché au Sistan. Fils d'Ali, initialement désigné comme successeur de Ya'qub ibn al-Layth al-Saffar, il était un candidat potentiel à l'émirat et gagna des partisans dans l'armée. Malgré cela, il resta d'abord fidèle au successeur d'Amr, Tahir b. Muhammad. Il participa à la campagne avortée de 900-901 pour reprendre Fars au califat abbasside, ainsi qu'à une autre campagne plus fructueuse qui eut lieu vers 904.
Durant les années qui suivirent la réoccupation du Fars, al-Layth accompagna Sebük-eri. En 907 ou 908, Sebük-eri l'envoya en expédition militaire contre Makran, dont le souverain, le Ma'danide 'Isa b. Ma'dan, n'avait pas payé le tribut dû aux Saffarides depuis plusieurs années. Al-Layth parvint à obtenir le tribut dû, mais à son retour, Sebük-eri lui ordonna de retourner à Makran et prit son fils en otage pour le contraindre à obéir. Au lieu de cela, al-Layth lança une rébellion à Kerman, administrée par Sebük-eri, et obtint l'aide de Tahir, mais son armée l'abandonna à l'approche des forces de Sebük-eri. Al-Layth fut contraint de fuir vers le Sistan avec peu de partisans, mais les importantes richesses qu'il avait amassées en pillant les villes de Kerman. Al-Layth atteignit la capitale Zarang fin 908 et occupa une partie de la ville, malgré les tentatives de Tahir pour le déloger. Tahir fut finalement contraint de se retirer de la région, et al-Layth fut proclamé émir en mars 909. Il commença son règne en envoyant une armée sous le commandement de son frère pour asseoir son autorité en Afghanistan, ce qui aboutit à la capture de Ghalib, le frère de Sebük-eri. Al-Mu'addal fit ensuite campagne à Ghazna et, avec le soutien envoyé par son frère, imposa l'autorité d'al-Layth dans certaines régions d'Afghanistan avant la fin de l'année.
En février 910, al-Layth quitta Zarang à la tête d'une expédition contre Sebük-eri. En mai, il avait vaincu Sebük-eri sur le champ de bataille et libéré son fils de captivité, et la conquête du Fars put enfin se poursuivre. Sebük-eri, cependant, était un vassal califal et bénéficiait du soutien des Abbassides. Le représentant d'al-Layth au Fars fut défait par les forces abbassides dirigées par Mu'nis al-Khadim en août, forçant al-Layth à accepter un compromis. Il quitta alors le Fars pour Kerman. Sebük-eri, cependant, refusa de faire la paix avec les Saffarides et, avec l'aide des Abbassides, il le vainquit et le captura, lui et son fils. al-Mu'addal parvint à s'échapper à Kerman. Les captifs furent envoyés à Bagdad ; al-Layth resta en prison jusqu'à sa mort à Raqqa en 928.

## Sources
- C.E. Bosworth, The Cambridge History of Iran, Volume 4: From the Arab Invasion to the Saljuqs, Cambridge, Cambridge University Press, 1975, 90–135 p. (ISBN 0-521-20093-8, lire en ligne), « The Ṭāhirids and Ṣaffārids »
- Bosworth, C.E. The History of the Saffarids of Sistan and the Maliks of Nimruz (247/861 to 949/1542-3). Costa Mesa, California: Mazda Publishers, 1994.